# Иосиф (Богословский)
Архиепископ Иосиф (в миру Иван Иванович Богословский, при рождении Кобыльский) 29 августа 1801, село Кобыльский погост, Зарайского уезда, Рязанской губернии — 19 февраля (2 марта) 1892 — епископ Русской православной церкви, епископ Дмитровский (1842—1849), епископ Оренбургский и Уфимский (1849—1853), архиепископ Воронежский и Задонский (1853—1864).

## Биография
Будущий епископ родился 29 августа (10 сентября) 1801 года в многодетной, строго православной и глубоко благочестивой, семье дьячка Никольской церкви, села Кобыльского погоста. Первоначальное религиозно-нравственное образование получил в семье.
2 (14) сентября 1812 года поступил в Зарайское духовное училище. Затем окончил по первому разряду Рязанскую духовную семинарию в 1824 году, где изменил свою фамилию Кобыльский на Богословский. В том же году, по рекомендации ректора духовной семинарии Илиодора (Чистякова), поступил в Московскую духовную академию.
В 1828 году окончил курс Московской духовной академии со степенью старшего кандидата богословия, с правом на получение через 2 года степени магистра, и был назначен смотрителем Переяславского духовного училища Московской губернии.
По благословению, московского митрополита Филарета, пострижен в монашество 20 августа (1 сентября) 1828 года в Троице-Сергиеву Лавру с именем Иосиф, в память чудотворца Иосифа Волоцкого; 5 сентября рукоположён во диакона, а 8 сентября — во иерея.
19 (31) марта 1829 года назначен инспектором Московской духовной семинарии и наставником философских наук.
27 сентября (9 октября) 1830 года удостоен звания соборного иеромонаха при Московском Донском монастыре.
19 (31) марта 1833 года по указу Святейшего Синода возведён в сан архимандрита без назначения монастыря.
13 (25) ноября 1834 года утверждён действительным ректором Московской духовной семинарии с занятием класса богословских наук.
21 ноября (3 декабря) 1835 года определен настоятелем Московского Заиконоспасского мужского монастыря.
С 18 (30) января 1836 года член Московской духовной консистории.
27 декабря 1842 года (8 января 1843) рукоположён в Московском Чудовом монастыре во епископа Дмитровского, викария Московской митрополии, стал сотрудником и помощником митрополита Филарета (Дроздова). Ему был поручен надзор за всеми законоучителями во всех учебных заведениях Москвы и Московской губернии.
20 ноября (2 декабря) 1849 года назначен епископом Уфимским и Оренбургским. При управлении епархией приложил много труда по обращению язычников в христианство и старообрядцев в единоверие и православие.
С 27 августа (8 сентября) 1853 года епископ Воронежский и Задонский.
30 апреля (12 мая) 1860 года возведён в сан архиепископа.
13 (25) августа 1861 года, указом Святейшего Синода, присутствовал при открытии мощей святителя Тихона Задонского.
Это был человек дела, а не слова. И он спешил делать, как бы понимая, что для него скоро настанет многолетняя ночь. Просмотр массы ученических сочинений на учительском поприще, чтение епархиальных дел, написанных различными почерками, свечное освещение, возраст, содействовали окончательной потере зрения. 26 сентября (8 октября) 1863 года он смог отслужить литургию и молебен в Крестовой церкви. Этим днём и закончились его священнодействия.
14 (26) ноября 1864 года уволен на покой с указанием жить в Воронежском Митрофановском монастыре, где он и поселился в нижнем этаже архиерейского дома. Двадцать семь лет, проведённые святителем на покое, были для него временем самого деятельного нравственного самоусовершенствования, временем строгих бдений, поста и непрестанной молитвы.
Умер бывший архиепископ, 19 февраля (2 марта) 1892 года, в Митрофановом монастыре от воспаления левого лёгкого. На следующий день, положенный в простой, обитый фиолетовым бархатом гроб, был перенесён в Трапезную церковь Митрофановского монастыря при громадном стечении граждан. За теснотою помещения Трапезной церкви, не все желавшие поклониться гробу почившего Архипастыря могли поместиться в самом храме и вынуждены были целые часы дожидаться очереди во дворе монастыря. Но ни холод, ни теснота помещения, ни давка посетителей не могли ослабить усердия почитателей покойного и движение народа к храму и из храма продолжалось целые дни с раннего утра и до глубокой ночи.
Погребение тела состоялось 22 февраля (5 марта) 1892 года. Гроб с останками почившего Архипастыря был обнесён вокруг Благовещенского соборного Митрофановского монастыря с пением великого канона «Помощник и Покровитель» и поставлен в заранее приготовленном склепе рядом с прежде почившими архипастырями Серафимом и Вениамином под полом Благовещенского собора.

## Награды
- Орден Святой Анны II степени (29 апреля (11 мая) 1839 года)

- Орден Святой Анны I степени (8 (20) апреля 1846 года)[1]
- Орден Святого Владимира II степени с крестом
- Наперсный крест «В память войны 1853—1856» (9 (21) мая 1857 года)

## Сочинения
- «О праздниках первенствующей церкви»
- «Слово по случаю открытия дворянских выборов в Московской губернии» (1844 г.)
- «Слово при перенесении мощей преподобного Саввы» («Московские губернские ведомости», 1847 г., № 31);
- «Семь поучений о силе и значении троеперстного и именославного перстосложений» (1860 г.). * «Душеполезное чтение», 1892 г., № 4. Здр.
- «Письма» // «Воронежские епархиальные ведомости». — 1892, 1893.